# 신시아 기어리

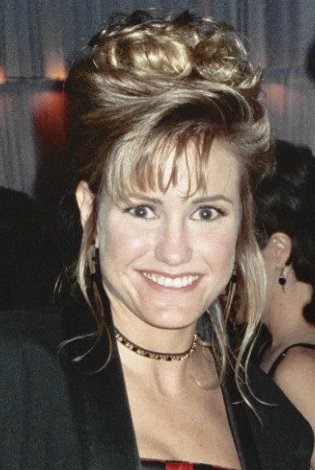

신시아 기어리(Cynthia Geary, 1965년 3월 21일 ~ )는 미국의 배우, 텔레비전 배우, 영화배우이다.
잭슨에서 태어났다.

## 방송
- 알래스카의 빛

## 영화
- 자이언트 몽키 (2012년) - 수앤 역
- 이라 핀클스테인스 크리스마스 (2011년) - 리비 윌슨 역
- 더 스파이 앤 더 스패로우 (2009년)
- 스모크 시그널스 (1998년)
- 킬링 그라운드 (1998년)
- 브레이크 업 (1998년)
- 맥시멈 포스 (1996년)
- 할리퀸 - 사랑에 눈뜰 때 (1995년)
- 8초의 승부 (1994년)
- 할머니네로 우리는 간다 (1992년)
- 알래스카의 빛 (1990년)